# لوری ساندری
لوری ساندری (انگلیسی: Lori Sandri; ۲۹ ژانویهٔ ۱۹۴۹ – ۳ اکتبر ۲۰۱۴) بازیکن و مربی فوتبال اهل برزیل بود.
از باشگاه‌هایی که در آن بازی کرده است می‌توان به باشگاه ورزشی لوندرینا، باشگاه فوتبال اتلتیکو پارانائنزه، و باشگاه ورزشی اینترناسیونال اشاره کرد.